# Run Away (пісня SunStroke Project та Olia Tira)
«Run Away» — пісня, що записана молдавським гуртом SunStroke Project разом з Олією Тірою. Музику до пісні написали Антон Рагоза та Сергій Степанов, а англійські слова написала Аліна Галецька. Вона представлена Молдовою на пісенному конкурсі Євробачення 2010, що проходив в Осло.

## Передісторія

### Концепція
«Run Away» була написана Антоном Рагозою та Сергієм Степановим, ⁣⁣, а англійські слова написала Аліна Галецька. Натхнення для «Епічного джазового дживу» прийшло від спостереження за качками, що перевальцем гуляли по піску на пляжі.

### Євробачення
З 27 лютого по 6 березня 2010 року пісня «Run Away» у виконанні SunStroke Project та Olia Tira брала участь у молдавському національному відборі, організованому Teleradio-Moldova (TRM) для визначення пісні та виконавця для 55-того конкурсу пісні Євробачення. Пісня перемогла в конкурсі, тож стала Moldova Євробачення, а виконавцями стали SunStroke Project та Олія Тіра. Він отримав максимальну кількість балів як від журі, так і від телеголосування.
25 травня 2010 року перший півфінал пісенного конкурсу Євробачення відбувся на арені Telenor в Осло, організованою Norsk rikskringkasting (NRK), і транслювався в прямому ефірі по всьому континенту. SunStroke Project та Olia Tira першими виконали "Run Away" того вечора, посівши десяте місце та пройшовши кваліфікацію до фіналу. 29 травня 2010 року на тому ж місці відбувся гранд-фінал пісенного конкурсу Євробачення, а SunStroke Project та Olia Tira виконали «Run Away» четвертими того вечора. На момент завершення голосування пісня отримала 27 балів, посівши двадцять друге місце серед двадцяти п'яти.Правила конкурсу забороняли гру на музичних інструментах на сцені, а це означало, що Степанов насправді взагалі не грав на саксофоні, а синхронізував рухи із заздалегідь записаним треком.

### Наслідок
Після конкурсу «Run Away» також стала предметом великого інтернет-мему навколо саксофонних соло у виконанні саксофоніста Сергія Степанова, якого, подібно до Rickrolling та Trololo, у відео на YouTube називали «Епічним саксофоністом». Інтернет-мем цієї пісні часто асоціюється зі зображенням Ієном Маккелленом Гендальфа у фільмі «Володар перснів: Братство персня»; зокрема, з моментом радісного сміху, відредагованим таким чином, щоб він з'являвся, коли танцював головою під пісню. Пізніше ця пісня частіше використовується як фонова музика для відео "Найкращі моменти" відеоігор (таких як Hearthstone та Rainbow Six Siege)[джерело?].